# Trinh sản
Trinh sản hay trinh sinh (tiếng Anh: parthenogenesis, từ chữ Hy Lạp parthenos là "trinh tiết" và genes là "phát sinh") là một hình thức sinh sản vô tính mà trứng không thụ tinh phát triển thành cá thể mới.

## Cơ chế sinh học
Trinh sản là một hiện tượng thú vị ở sinh vật, tuy nhiên cơ chế của nó có nhiều điều bí ẩn cần quan tâm.
Thứ nhất là sự tạo ra các trứng lưỡng bội. Như ta biết, quá trình tạo giao tử luôn kèm theo giảm phân. Trong trinh sản lưỡng bội, giảm phân phải bị biến dạng để đảm bảo cho số nhiễm sắc thể vẫn giữ nguyên. Nhờ các nghiên cứu của Balbiani (1872) trên Aphis, Weismann (1886 - 1889) trên Daphnia, Ostracoda và Rotaria, người ta biết là các trứng trinh sản chỉ tiết ra 1 thể cực và vẫn giữ nguyên số nhiễm sắc thể lưỡng bội. Cơ chế giảm phân bị biến dạng ở các mức độ khác nhau, dấu hiệu rõ rệt nhất là sau khi các nhiễm sắc thể tương đồng tiếp hợp ở kỳ đầu của giảm phân 1, chúng lại tách nhau ra hoàn toàn ở Diakines (giai đoạn cuối tiền kỳ Meiosis), số nhiễm sắc thể lại trở về lưỡng bội và phân chia diễn ra theo kiểu nguyên phân. Các đặc điểm này còn được Strasburger (1904 - 1908) tìm thấy ở Marsilia; De Vries (1909) thấy ở Branchipus. Ở Alchemlla giải tiếp hợp xảy ra sớm hơn, còn ở Wikstromia và ở Artemia thì hoàn toàn không có tiếp hợp.
Vấn đề thứ hai là sự xuất hiện con đực từ trứng trinh sản. Morgan (1908) và Bachr (1909) phát hiện rằng các con đực xuất hiện qua trinh sản lưỡng bội có bộ nhiễm sắc thể thiếu mất 1 hoặc 2 nhiễm sắc thể so với con cái. Bachr thấy ở noãn bào (chưa giảm phân) ở Aphis saliceti có 6 nhiễm sắc thể nhưng ở tinh nguyên bào chỉ có 5. Morgan nhận thấy con cái Phylloxer fallax có 12 nhiễm sắc thể với 8 autosome (nhiễm sắc thể thường) và 4 nhiễm sắc thể giới tính X (8A + 4X), còn con đực chỉ có 10 nhiễm sắc thể với 8 autosome và 2 nhiễm sắc thể giới tính X (8A + 2X). Ông quan sát và nhận thấy trong phân chia thành thục các trứng nhỏ để cho ra con đực, 2 nhiễm sắc thể giới tính bị chậm lại trong hậu kỳ, chúng không đi vào nhân trứng mà đi vào nhân thể cực. Như vậy, trứng trinh sản có bộ nhiễm sắc thể lưỡng bội về autosome nhưng phân ra hai loại, loại không có giảm phân về nhiễm sắc thể giới tính có cơ cấu 4X cho ra con cái và loại giảm phân về nhiễm sắc thể giới tính có cơ cấu 2X cho ra con đực.
Vấn đề thứ ba là tại sao các trứng thụ tinh luôn cho ra con cái. Các nghiên cứu về Phylloxer và Aphis cho thấy ở 2 loài này khi phân chia tinh bào bậc I, nhiễm sắc thể X chỉ đi về 1 phía và tạo nên hai loại tinh bào II, loại lớn mang nhiễm sắc thể X và loại nhỏ không có nhiễm sắc thể X. Loại nhỏ không phát triển và tiêu biến. Thiên nhiên có sự chọn lọc quả là quyết liệt để đảm bảo cho cơ chế xác định giới tính.
Vấn đề bí ẩn thứ tư là ở ong, kiến, tò vò, trong các trường hợp trinh sản để cho ra con đực đều là trinh sản đơn bội. Tất cả các trứng thụ tinh đều cho ra con cái và trứng không thụ tinh cho ra con đực. Cả hai loại trứng này đều hình thành sau khi noãn bào tiết cả hai thể cực. Mevers (1904 - 1907) cho biết số nhiễm sắc thể của tinh nguyên bào ở ong đực là 16, còn số nhiễm sắc thể ở các tế bào của ong cái (ong thợ) là 32. Khi nghiên cứu quá trình tạo tinh ở ong đực, ông thấy ở tinh bào 1 có dấu hiệu phân chia, có tạo thoi phân chia, xuất hiện nhiễm sắc thể, nhưng không xảy ra sự chia nhân, kết quả là tạo nên chỉ 1 tinh bào II và 1 khối nguyên sinh chất không nhân. Phân chia thứ hai là bình thường và cho 2 tinh tử.

## Phân loại
Trinh sản tạo nên những cá thể đơn bội hoặc lưỡng bội phụ thuộc vào trạng thái di truyền của trứng khi sự phát triển của phôi bắt đầu. Dó đó có thể chia trinh sản làm hai loại:
- Trinh sản đơn bội: Trong các trường hợp nhân của trứng trải qua các lần giảm phân bình thường và nhân nguyên cái có cấu tạo đơn bội sẽ tạo nên các cơ thể đơn bội.
- Trinh sản lưỡng bội: Trong trường hợp mà nhân của trứng và của cơ thể trinh sản có cơ cấu lưỡng bội. Động vật được sinh ra bằng trinh sản bao giờ cũng là cá thể cái và nếu lưỡng bội thì chúng giống hệt mẹ.

## Trinh sản thực nghiệm
Trứng đã chín muồi có thể kích thích để phát triển bằng các tác nhân nhân tạo. Đó là các trường hợp trinh sản thực nghiệm. Người ta có thể sử dụng các tác nhân lý học, hoá học hay cơ học để kích thích. Hertwig nhận thấy có thể kích thích trứng cầu gai phát triển bằng xử lý clorofoc hoặc stricnin. Sau đó người ta tìm thấy hàng loạt các chất khác nhau có khả năng kích thích nhiều loại trứng, thí dụ như nước biển nhược trương hoặc ưu trương, nhiệt độ cao (32 độ C) hoặc thấp (-0, -10 độ C), choáng điện, châm kim, thậm chí chà xát hoặc lắc... Các tác nhân này có hiệu quả khác nhau đối với trứng các loài khác nhau. Ví dụ CO2 có hiệu quả cao gây trinh sản ở sao biển nhưng vô hiệu đối với cầu gai (Delage, 1913). Trứng ếch Rana palustris có thể hoạt hoá hoàn toàn bằng châm kim thường, trong khi đó trứng ếch Rana fusca chỉ hoạt hoá hoàn toàn khi sử dụng phương pháp châm kim có dính máu của Bataillon (1910 - 1912).
Rất lý thú cho sinh học phát triển là trong khi nghiên cứu xử lý trứng bằng các tác nhân khác nhau đã làm xuất hiện các phôi hợp bào, chúng không phân cắt nhưng chứa một số lượng các nhân khác nhau có kích thước khác nhau. Các phôi như thế có thể phát triển thành các ấu thể bơi tự do có phủ lông rung (Lilie, 1906).
Đáng chú ý là phương pháp xử lý kép của Loeb. Theo Loeb, đa số các chất gây trinh sản đã gây hư hại lớp vỏ của trứng, nếu tác động kéo dài có thể làm chết trứng, do đó sau tác động hư hại cần phải dùng các chất sửa chữa các hư hại đó, và hỗ trợ cho việc tạo màng. Ví dụ như dùng nước biển ưu trương có thêm NaCl hoặc MgCl2. Phương pháp của Loeb đã làm tăng lên đáng kể tỷ lệ phát triển trinh sản, đặc biệt là ở cầu gai.

## Đại diện

### Động vật
Hiện tượng trinh sản có thể gặp ở các loài động vật như rệp cây (Aphidae), rệp nho (Philoxer), Daphia, Ostracoda, côn trùng cánh thẳng, cánh màng, da gai, giun tròn, ong, kiến, tò vò và một số rệp, nhện, thậm chí ở động vật có xương sống như thằn lằn đá, nhông cát hay một số loài cá, lưỡng cư, bò sát.

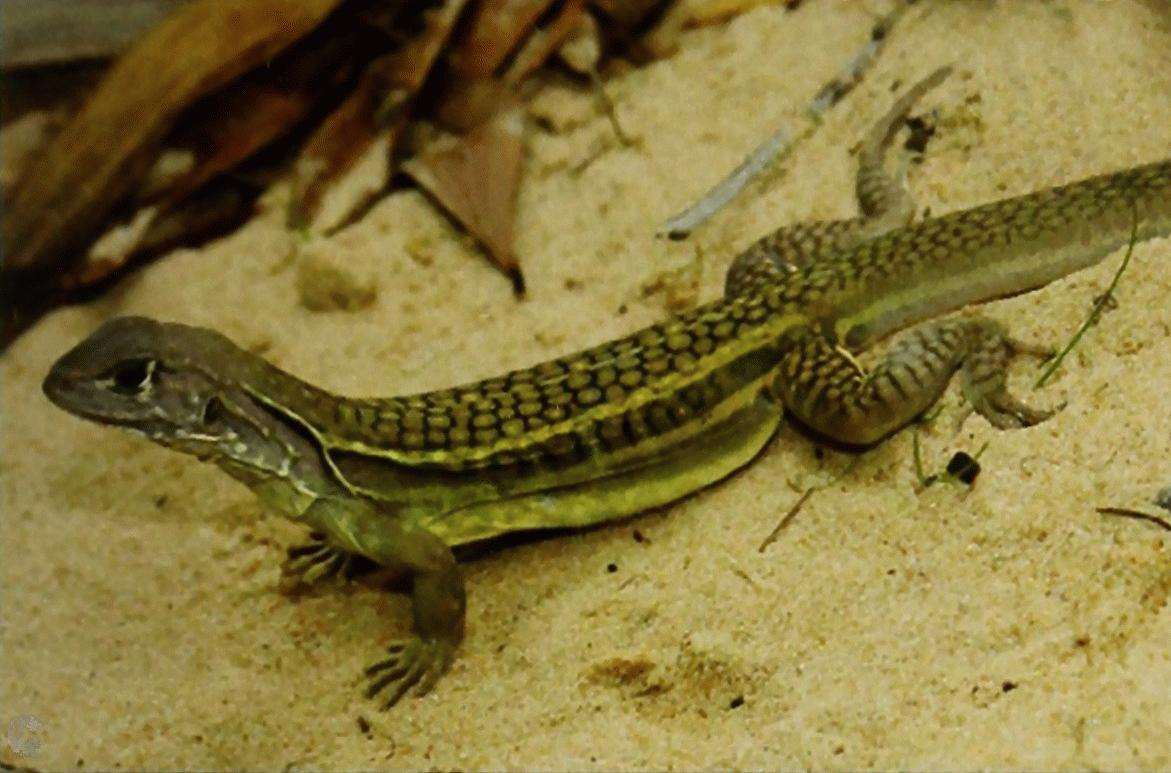
Loài nhông Leiolepis ngovantri được nhà sinh học Ngô Văn Trí phát hiện có khả năng trinh sản

Đặc biệt, ở ong còn diễn ra xen kẽ trinh sản và sinh sản hữu tính. Ong chúa đẻ ra rất nhiều trứng, trứng không được thụ tinh phát triển thành ong đực (bộ nhiễm sắc thể n - hiện tượng trinh sản), trứng được thụ tinh phát triển thành ong thợ và ong chúa (bộ nhiễm sắc thể 2n - sinh sản hữu tính).
Bài chi tiết: Ong

### Thực vật
Hiện tượng trinh sinh thường được gặp ở cây bồ công anh.